# Karl Kattentidt
Karl Kattentidt (* 12. November 1865 in Hildesheim; † 12. Juli 1931 ebenda) war ein deutscher Architekt und Politiker.

## Leben
Kattentidt war Maurermeister und Architekt in Hildesheim. Von 1912 bis 1932 war er Präsident der Handwerkskammer Hildesheim. Er wirkte als vereidigter Schätzer und Sachverständiger für das Bauhandwerk.
Kommunalpolitisch war er Stadtverordneter in Hildesheim und dort Bürgervorsteher-Wortführer und später Senator der Stadt. Von 1911 bis zum 1. September 1919 gehörte er dem Provinziallandtag der Provinz Hannover an. 1919 rückte für ihn Franz Kujaw nach.

## Werke
- Bismarckturm (Hildesheim)